# Wahl zur Nationalversammlung von Guyana 2015
Die Wahl zur Nationalversammlung von Guyana von 2015 fand am 11. Mai 2015 statt.
Die Regierungspartei People’s Progressive Party (PPP) verlor gegen das Oppositionsbündnis A Partnership for National Unity (APNU) und Alliance for Change (AFC) unter Führung von David Arthur Granger.
Die Nationalversammlung von Guyana ist das Parlament des Landes. Die Wahl erbrachte folgendes Ergebnis:

Sitzverteilung, Nationalversammlung von Guyana von 2015
A Partnership for National Unity (APNU) (33)
People’s Progressive Party (PPP) (32)

| Partei                     | Stimmen | %     | Sitze |
| -------------------------- | ------- | ----- | ----- |
| APNU–Alliance for Change   | 207.201 | 50.30 | 33    |
| People’s Progressive Party | 202.656 | 49.19 | 32    |
| The United Force           | 1.099   | 0.27  | 0     |
| United Republican Party    | 418     | 0.10  | 0     |
| Independent Party          | 342     | 0.08  | 0     |
| National Independent Party | 254     | 0.06  | 0     |
| ungültige Stimmen          | 4.000   | –     | –     |
| insgesamt                  | 415.970 | 71.02 | 65    |
| registrierte Wähler        | 585.727 | 100   | –     |